# Les Lèvres rouges
Pour plus de détails, voir Fiche technique et Distribution.
Les Lèvres rouges est un long métrage de Harry Kümel, en coproduction belge, française et allemande, sorti en 1971. Le film s'inspire du personnage historique d'Élisabeth Báthory et des légendes qui en font un vampire, en la transposant dans la Belgique des années 1970.

## Synopsis
La comtesse Bathory et sa suivante Ilona prennent une chambre dans un hôtel à Ostende. La comtesse séduit un jeune couple composé d'un Anglais, Stefan, et d'une Suissesse, Valérie. Au même moment, des jeunes filles de la ville sont victimes de crimes sanglants.

## Fiche technique
Sauf indication contraire, les informations mentionnées dans cette section peuvent être confirmées par la base de données cinématographiques IMDb,  présente dans la section « Liens externes ».
- Titre original : Les Lèvres rouges ou  	Le rouge aux lèvres[1]
- Titre allemand : Blut an den Lippen
- Titre flamand : Dorst naar bloed ou Met jouw bloed op mijn lippen[1]
- Titre italien : La vestale di Satana
- Titre anglais : Daughters of Darkness
- Réalisation : Harry Kümel
- Scénario : Pierre Drouot, Jean Ferry, Manfred R. Köhler et Harry Kümel, avec Jo Amiel
- Musique : François de Roubaix
- Photographie : Eduard van der Enden
- Montage : Harry Kümel, August Verschueren
- Direction artistique : Françoise Hardy
- Costumes : Bernard Perris
- Production : Paul Collet, Henry Lange et Luggi Waldleitner
- Sociétés de production : Showking Films, Ciné Vog Films, Maya Films, Roxy Film, Produzione Cinematografica Mediterranea[1]
- Pays d'origine :  Belgique,  France,  Allemagne de l'Ouest,  Italie[1]
- Langue originale : anglais
- Format : couleur - 1,66:1 - Mono - 35 mm
- Genre : horreur
- Durée : 98 minutes
- Date de sortie : 
  - États-Unis : 28 mai 1971 (New York)
  - France : 26 novembre 1971[1]
  - Allemagne de l'Ouest : 3 décembre 1971
  - Italie : 20 avril 1972 (Milan)

## Distribution
- Delphine Seyrig : la comtesse Bathory
- John Karlen : Stefan
- Danielle Ouimet : Valérie
- Andrea Rau : Ilona Harczy
- Paul Esser : le réceptionniste
- Georges Jamin : policier en retraite
- Joris Collet : le maître d'hôtel
- Fons Rademakers : la mère

## À noter
- Le tournage s'est déroulé à Bruges, Bruxelles, Meise et Ostende.
- La chanson Daughters of Darkness est interprétée par Lainie Cooke.